# Aušra Bilotienė Motiejūnienė
Aušra Bilotienė Motiejūnienė (* 21. August 1974) ist eine litauische Gesundheits-Politikerin, Vizeministerin.

## Leben
Nach dem Abitur  an der Mittelschule absolvierte Aušra von 1998 bis 2002 das Diplomstudium der Geschichte an der	Pedagoginis universitetas in Vilnius und 2004–2009 das Magisterstudium der Rechtswissenschaft an der Vilniaus universitetas sowie 2011–2014 das Masterstudium von Public Health an der	Lietuvos sveikatos mokslų universitetas in Kaunas. Seit 2015 promovierte sie zum Doktor in Public Health an der Vilniaus universitetas. 
2003–2014 arbeitete sie bei VšĮ Respublikinė tuberkuliozės in infekcinių ligų universitetinė ligoninė. Von 2014 bis 2017 war sie Mitarbeiterin bei VšĮ Vilniaus universiteto ligoninė Santariškių klinikos. 2016–2017 arbeitete sie als Direktor-Beraterin bei Nacionalinis vėžio institutas. Seit dem 22. März 2017 ist sie stellvertretende Gesundheitsministerin Litauens, Stellvertreterin von Aurelijus Veryga im Kabinett Skvernelis (17. Regierung). 
Aušra Bilotienė Motiejūnienė ist zweimal verheiratet.